# Паола Марцотто
Донна Паола Марцотто (нар. 25 травня 1955) — італійський фотограф,  журналіст  і модельєр.  Вона також відома своєю діяльністю еколога  та екологічного активіста .   Вона є засновником Eye-V Gallery, колективу міжнародних фотографів, що спеціалізуються на художній та природничій фотографії. 

## Біографія

### Молодість і освіта
Марцотто — перша дочка графа Умберто Марцотто і Марти Марцотто. Вона відвідувала Liceo Classico Ennio Quirino Visconti в Римі. Потім вона продовжила вивчати антропологію та мистецтво в коледжі Джона Кебота. У 1973 році її мати переїхала на Іспанські сходи в будинок, який вона перетворила на місце збору міжнародних митців та інтелектуалів. Тут Марцотто виросла в мистецькому середовищі 70-х років через стосунки матері з художником Ренато Гуттузо
На початку 1970-х років вона почала працювати журналістом, беручи інтерв’ю, зокрема, в Енді Ворхола .  Захоплюючись театром, телебаченням і кінорепортажами, Марцотто брав участь у зйомках фільму «Апокаліпсис сьогодні » (1976). З 1977 року вона працювала в телерадіокомпаніях, таких як Antenna Nord (яка пізніше стала Italia 1 ) і RAI . 

### Мода
Паола Марцотто вперше з'явилася в моді в 1987 році, переробляючи костюми Дірндля Тіроло для свого першого показу в Кортіна д'Ампеццо . У 1989 році вона дебютувала в календарі Міланської колекції з прет-а-порте Паоли Марцотто (Paola Marzotto),    та в італійському Haute Couture.  
У 1992 році її запросили поїхати до Японії на кінофестиваль у Нагої, а потім її відібрало Міністерство промисловості для переробки стародавнього фільму. «Шіборі» .  Марцотто застосувала цю традиційну японську техніку до західних модних стилів, отримавши визнання своєї творчості у світі моди. Деякі сукні з цієї колекції виставлені в музеї Арімацу в Нагої. 
Між 1980-ми та 1990-ми роками вона брала участь у тематичних виставках, таких як Futurismo в Palazzo delle Esposizioni в Римі   L'abito oltre la moda у музеї Fortuny у Венеції  з інсталяцією The Dress of Light,  і The Reggi-secolo разом із впливовими дизайнерами, стилістами та архітекторами того періоду. 